# El puente (libro de poesía)
El puente, publicado por primera vez en 1930 por la editorial Black Sun Press, es la primera -y única- tentativa del poeta Hart Crane de escribir un poema largo (su caracterización como poema épico o como conjunto de poemas líricos es algo que sigue en discusión; recientemente, la crítica ha tendido a considerarlo como un texto híbrido, tal vez indicio de un género nuevo: la “epopeya modernista”).
El puente está inspirado en el puente de Brooklyn de Nueva York. Crane vivió un tiempo en Columbia Heights, en el número 110, del condado de Brooklyn, desde donde tenía una excelente vista del puente y el Río Este; luego de que acabara de escribir el libro, Crane se enteró de que uno de los ingenieros que construyó el puente, Washington Roebling, había vivido en el mismo lugar.
La primera edición del libro incluye fotografías de uno de sus amigos, el fotógrafo Walker Evans. 

## Contenido
El puente está compuesto de 15 poemas líricos con temas y extensión diversos. En cuanto al estilo, el libro contiene rasgos propios de la lírica coral de tradición pindárica, tales como el tono declamatorio, la yuxtaposición de voces, las asociaciones abruptas y la saturación de elementos retóricos, todo ello desde una perspectiva moderna que mezcla verso libre, metros de acentuación irregular (sprung rhythm), dicción culta isabelina y lenguaje popular, tanto entre estrofas como a veces al interior de ellas. En ese sentido, aunque el libro tenga una progresión temática, juega libremente con varios puntos de vista a la vez. En término de coherencia acústica, se trata de una poesía novedosa que exige un lector capaz de seguir las pausas y ligaduras señaladas por los encabalgamientos, en un estilo que Crane intentó homologar al flujo propio del jazz y la música clásica que solía escuchar mientras escribía. 

En la página web de Poesía Moderna Americana de la Universidad de Illinois, hay un análisis acerca del significado simbólico del “puente” como imagen central del poema:
Cuando Crane se posiciona bajo la sombra del puente, él es, en cierto sentido, un poeta romántico: el observador que se aparta para contemplar mejor; pero, por otra parte, también es el muchacho homosexual que cruza una zona propicia para el sexo casual. Incluso el puente mismo (el puente de Brooklyn que constituye el elemento central del poema) estaba fuertemente asociado en la mente de Crane a su amante Emil Opffer, a quien dedicó su libro Travesías. La aparición del puente asume una presencia específica que, de manera velada, concentra un alto componente afectivo ligado a su propia experiencia. En ese sentido, “la epopeya americana” de Crane está motivada por una búsqueda personal. Se trata de un poema fragmentado contra sí mismo −a imagen de un escenario urbano que fomenta la diversidad− y que posee encriptados indicios que retienen su significado, al cual solo unos pocos privilegiados pueden acceder.
El “Proemio: Al puente de Brooklyn” es una pequeña oda lírica al puente de Brooklyn y a Nueva York, y cumple la función de apertura e introducción a las siguientes secciones de poemas (vale decir que el paisaje urbano neoyorkino mantiene una presencia dominante a lo largo del libro). Luego de esta oda, la primera sección numerada se titula “I. Ave María”, en la cual se narra el retorno a Europa de Cristóbal Colón luego de su accidentado viaje a América. El título del poema se basa en el hecho de que Colón atribuyó la sobrevivencia de su tripulación a “la intercesión de la Virgen María”. La segunda (y más extensa) sección del libro, “II. La hija de Powhatan”, está dividida en cinco partes o poemas; “El río”, tal vez el poema más conocido de esta sección, narra el viaje de un grupo de vagabundos que en pleno siglo XX va al Este arriba de un tren estadounidense (Crane incorpora a lo largo de este poema eslóganes de propaganda y referencias a los espectáculos de Minstrel). Según escribió en una carta, “el ritmo [de esta sección] es jazz”. Esta sección también incluye la historia de Pocahontas (la hija del jefe Powhatan) y un poema dedicado a la caracterización de Rip Van Winkle.
Las otras secciones del poema son “III. Cutty Sark”, “IV. Cabo Hatteras” (que incluye el poema más largo del libro), “V. Tres canciones”, “VI. Quaker Hill”, “VII. El túnel” y “VIII. Atlantis”, la extática sección final que retoma la figura del puente de Brooklyn y que, aunque cierre el libro, fue de hecho el primer poema que Crane escribió del conjunto. 

## Recepción crítica
Una vez publicado, El puente recibió mayoritariamente críticas negativas. Yvor Winters, contemporáneo y amigo de Crane que había alabado su libro anterior (White Buildings), escribió una sola reseña, en la que relacionó a El puente con la obra de James Joyce y William Carlos Williams. Debido a su visión desfavorable del modernismo en su conjunto, Winters consideraba ese vínculo como algo negativo. En sus propias palabras, “[El puente] carece de un marco narrativo y eso lastra la unidad formal de una epopeya”.
Desde una perspectiva más abierta, en su texto “La metáfora en la poesía contemporánea”, Cudworth Flint dice que “Este poema me parece indudablemente la obra de un hombre de genio, y contiene pasajes de una imaginación vigorosa y ritmos admirables. Pero en su objetivo principal, el de dotar a los Estados Unidos de un mito que encarne una creencia que pueda guiarnos como el cristianismo lo hizo en el pasado, el poema fracasa”.
La crítica sigue estando profundamente dividida en relación con El puente (así como al lugar de Crane dentro del canon modernista). Algunos críticos creen que El puente representa la cumbre poética de Crane y que es una obra maestra del modernismo americano. Gregory Woods, por ejemplo, escribió que “el sitial de Hart Crane dentro del panteón modernista está asegurado por El puente”. Cuando el crítico literario Harold Bloom coloca a Crane en su panteón de los mejores poetas del modernismo americano del siglo XX, considera a El puente como su logro más significativo, situándolo al mismo nivel que La tierra baldía de T. S. Eliot, aun cuando considera a Crane un poeta superior, tal y como queda demostrado en su introducción a la edición de las obras completas de Crane: “Pero después de haber despreciado la literatura de Eliot y la crítica 'cultural', me tuve que rendir ante La tierra baldía, pues Hart Crane lo hizo, a pesar de que hizo todo lo posible por rebatirlo. La gloria de El puente (1930) es su guerra ambivalente con La tierra baldía, sin la cual Crane no hubiera sido el milagro que fue”. Por otra parte, el poeta y crítico Randall Jarrell tuvo opiniones encontradas respecto de la falta de consistencia general de la epopeya, y escribió que “El puente de Hart Crane fracasa en su intento de ser una obra de arte orgánica, en parte porque algunos de sus poemas son malos o mediocres”; no obstante, Jarrell también dice “¡Qué maravillosas son algunos pasajes de El puente! 'Van Winkle' es uno de los poemas más transparentes, frescos y auténticos que se hayan escrito en Estados Unidos”. Allen Ginsberg consideró el poema “Atlantis” como una de las mayores obras de la tradición retórica occidental desde el Adonaïs de Shelley.
Recientemente, la opinión crítica de Jarrell y Flint acerca del poema ha tenido mayor eco, e incluso ha llegado a amplificarse en boca de críticos contemporáneos como Adam Kirsch y William Logan, quienes escribieron reseñas bastante críticas acerca de la publicación de las obras completas de Hart Crane (Hart Crane: Complete Poems and Selected Letters) a cargo de la Library of America en el año 2006. En un artículo de The New Yorker, Kirsch tildó a El puente de “un impresionante fracaso (…) cuya calidad es extremadamente variada, conteniendo algunos de los mejores escritos de Crane y también de los peores”. Luego añade que algunos pasajes del poema “Atlantis” son “cautivadores”, mientras que critica la sección “Indiana” por ser “excesivamente sentimental”.
Desde una perspectiva crítica más positiva, El puente fue recientemente catalogado por la Academia de Poetas Americanos como uno de “los libros más innovadores” del siglo XX. La organización escribió: "Físicamente alejado de la ciudad [desde que comenzó la obra cuando vivía en el Caribe], Crane confió en su memoria e imaginación para plasmar los múltiples matices asombrosos y grotescos de Nueva York, visibles en poemas como 'El túnel' y 'Cutty Sark '. El comienzo del libro, 'Proemio: Al puente de Brooklyn', da una idea de la visión extática y simbólica de Crane de la ciudad moderna (...) Sin embargo [debido a su suicidio en abril de 1932], Crane nunca volvería a completar algo tan complejo y convincente como El Puente ".

## Composición
De acuerdo con el documental Voice and Visions que realizó la PBS en torno a la figura de Hart Crane, cuando él comenzó a escribir El puente "se sentía estancado y era incapaz de escribir más de unas pocas líneas". Por esa época escribió: "En términos emocionales, me gustaría escribir El puente. Pero cuando lo pienso bien, el tema se me hace cada vez más absurdo. La idea misma del puente es un acto de fe. La forma de mi poema emerge de un pasado que inunda el presente con su visión y coraje, pero me siento incapaz de explicar mi desilusión ante la posibilidad de que no exista ningún vínculo real entre ese pasado y un futuro que lo merezca. Si los Estados Unidos tan solo fuese mínimamente merecedor de ser cantado como Whitman lo hizo hace cincuenta años, entonces quizá yo tendría algo que decir". En la medida que el poema comenzó a delinearse y tomar aliento, Crane escribió: "El puente es un poema sinfónico pues entrelaza múltiples hebras: Colón, conquista de los mares, la tierra, Pocahontas, el metro, las oficinas. El puente, en su devenir barco, mundo, mujer y, finalmente, un arpa enorme, parece realmente tener una progresión".

## Traducciones al español
- El puente y otros poemas. Edición bilingüe. Traducción de Agustí Bartra. Barcelona: Plaza & Janés Editores, 1973. ISBN 84-01-81015-9
- El puente. Edición bilingüe. Traducción e introducción de Jaime Priede de la Huerta. Asturias: Ediciones Trea, 2007. 144 pp. ISBN 978-8497042987
- El puente. Edición bilingüe. Traducción e introducción de Margarita Fernández de Sevilla y Sally Burgess (Taller de Traducción Literaria de la Universidad de La Laguna). Valencia: Editorial Pre-Textos, 2012. 176 pp. (Colección La Cruz del Sur; 1210). ISBN 978-8415576266